# Pollenia longitheca
Pollenia longitheca är en tvåvingeart som beskrevs av Knut Rognes 1987. Pollenia longitheca ingår i släktet vindsflugor, och familjen spyflugor.
Artens utbredningsområde är Cypern. Inga underarter finns listade i Catalogue of Life.